# Djulfa
Djulfa (arm.: Djuga, turc.: Djulaga) este un oraș cu 11.700 loc. (în 2008) în Azerbaidjan, el fiind capitala raionului Djulfa din Republica Autonomă Naxcivan (Naxcivan). Orașul se află amplasat pe malul râului Aras pe malul opus fiind orașul Jolfa din Iran.